# Parachute Tower (Bobbejaanland)
De Parachute Tower was een paratower in het Belgische attractiepark Bobbejaanland.

## Algemene informatie
Parachute Tower is gebouwd door het Nederlandse bedrijf Vekoma en werd geopend in 1982. De attractie werd gesloten in 1996. De attractie stond tegenover de oude locatie van het Draaiend huis, waar tegenwoordig Kinderland staat. De attractie had een capaciteit van zes parachutes waarin ieder telkens twee personen in plaats konden nemen. Na sluiting werd de attractie verkocht aan een park in Taiwan.
De attractie had zes parachutes met een maximumcapaciteit van twee personen per parachute. Verder kon men kiezen uit een zitbank of een metalen kooi waarin men recht moest staan.

## Rit
De rit van de attractie ging als volgt: de parachutes werden los van elkaar omhoog getakeld en na aankomst aan de top konden de passagiers genieten van het uitzicht. Na enige tijd werden de passagiers gelanceerd richting de begane grond met een (zeer) lichte vrije val en een zachte landing tot gevolg.
Afbeeldingen